# 19a etapa del Tour de França de 2016
La 19a etapa del Tour de França de 2016 es disputà el divendres 22 de juliol de 2016 sobre un recorregut de 146 km entre Albertville i Saint-Gervais-les-Bains.

## Resultats

### Classificació de l'etapa
| \| Classificació de l'etapa \| Classificació de l'etapa \| Classificació de l'etapa \| Classificació de l'etapa \| Classificació de l'etapa \| \| Corredor \| Corredor \| Equip \| Temps \| \| \| ------------------------ \| --------------------------- \| ------------------------ \| ------------------------ \| ------------------------ \| \| 1r \| Romain Bardet \| AG2R La Mondiale \| 4h 14' 08" \| \| \| 2n \| Joaquim Rodríguez i Oliver \| Katusha \| + 23" \| \| \| 3r \| Alejandro Valverde Belmonte \| Movistar Team \| + 23" \| \| \| 4t \| Louis Meintjes \| Lampre-Merida \| + 23" \| \| \| 5è \| Nairo Quintana Rojas \| Movistar Team \| + 26" \| \| \| 6è \| Fabio Aru \| Astana \| + 28" \| \| \| 7è \| Daniel Martin \| Etixx-Quick Step \| + 28" \| \| \| 8è \| Wout Poels \| Team Sky \| + 36" \| \| \| 9è \| Christopher Froome \| Team Sky \| + 36" \| \| \| 10è \| Richie Porte \| BMC Racing Team \| + 53" \| \| |                             |                  |            |
| |                             |                  |            |
| Font: ProCyclingStats |                             |                  |            |
| Classificació de l'etapa |                             |                  |            |
| Corredor | Corredor                    | Equip            | Temps      |
| 1r | Romain Bardet               | AG2R La Mondiale | 4h 14' 08" |
| 2n | Joaquim Rodríguez i Oliver  | Katusha          | + 23"      |
| 3r | Alejandro Valverde Belmonte | Movistar Team    | + 23"      |
| 4t | Louis Meintjes              | Lampre-Merida    | + 23"      |
| 5è | Nairo Quintana Rojas        | Movistar Team    | + 26"      |
| 6è | Fabio Aru                   | Astana           | + 28"      |
| 7è | Daniel Martin               | Etixx-Quick Step | + 28"      |
| 8è | Wout Poels                  | Team Sky         | + 36"      |
| 9è | Christopher Froome          | Team Sky         | + 36"      |
| 10è | Richie Porte                | BMC Racing Team  | + 53"      |

## Classificacions a la fi de l'etapa

### Classificació general
| \| Classificació general \| Classificació general \| Classificació general \| Classificació general \| Classificació general \| \| Corredor \| Corredor \| Equip \| Temps \| \| \| --------------------- \| --------------------------- \| --------------------- \| --------------------- \| --------------------- \| \| 1r \| Christopher Froome \| Team Sky \| 82h 10' 37" \| \| \| 2n \| Romain Bardet \| AG2R La Mondiale \| + 4' 11" \| \| \| 3r \| Nairo Quintana Rojas \| Movistar Team \| + 4' 27" \| \| \| 4t \| Adam Yates \| Orica-BikeExchange \| + 4' 36" \| \| \| 5è \| Richie Porte \| BMC Racing Team \| + 5' 17" \| \| \| 6è \| Fabio Aru \| Astana \| + 6' 00" \| \| \| 7è \| Alejandro Valverde Belmonte \| Movistar Team \| + 6' 20" \| \| \| 8è \| Louis Meintjes \| Lampre-Merida \| + 7' 02" \| \| \| 9è \| Daniel Martin \| Etixx-Quick Step \| + 7' 10" \| \| \| 10è \| Bauke Mollema \| Trek-Segafredo \| + 7' 42" \| \| |                             |                    |             |
| |                             |                    |             |
| Font: ProCyclingStats |                             |                    |             |
| Classificació general |                             |                    |             |
| Corredor | Corredor                    | Equip              | Temps       |
| 1r | Christopher Froome          | Team Sky           | 82h 10' 37" |
| 2n | Romain Bardet               | AG2R La Mondiale   | + 4' 11"    |
| 3r | Nairo Quintana Rojas        | Movistar Team      | + 4' 27"    |
| 4t | Adam Yates                  | Orica-BikeExchange | + 4' 36"    |
| 5è | Richie Porte                | BMC Racing Team    | + 5' 17"    |
| 6è | Fabio Aru                   | Astana             | + 6' 00"    |
| 7è | Alejandro Valverde Belmonte | Movistar Team      | + 6' 20"    |
| 8è | Louis Meintjes              | Lampre-Merida      | + 7' 02"    |
| 9è | Daniel Martin               | Etixx-Quick Step   | + 7' 10"    |
| 10è | Bauke Mollema               | Trek-Segafredo     | + 7' 42"    |

### Classificació per punts
|   | Ciclista               | Equip              | Punts |
| - | ---------------------- | ------------------ | ----- |
| 1 | Peter Sagan (SVK)      | Team Tinkoff       | 425   |
|   | Marcel Kittel (GER)    | Lotto Soudal       | 228   |
| 3 | Michael Matthews (AUS) | Orica-BikeExchange | 163   |

### Classificació de la muntanya
|   | Ciclista                | Equip        | Punts |
| - | ----------------------- | ------------ | ----- |
| 1 | Rafał Majka (POL)       | Team Tinkoff | 209   |
| 2 | Thomas De Gendt (BEL)   | Lotto Soudal | 105   |
| 3 | Jarlinson Pantano (COL) | IAM Cycling  | 81    |

### Classificació del millor jove
|   | Ciclista             | Equip              | Temps       |
| - | -------------------- | ------------------ | ----------- |
| 1 | Adam Yates (GBR)     | Orica-BikeExchange | 82h 15' 23" |
| 2 | Louis Meintjes (RSA) | Lampre-Merida      | + 2'16"     |
| 3 | Warren Barguil (FRA) | Team Giant-Alpecin | + 31' 49"   |

### Classificació per equips
|    | Equip           | Temps        |
| -- | --------------- | ------------ |
| 1r | Movistar Team   | 246h 42' 40" |
| 2n | Team Sky        | + 3' 46"     |
| 3r | BMC Racing Team | + 30' 36"    |

## Abandonaments
- 114 -  Tom Dumoulin (NED) (Team Giant-Alpecin): Abandona
- 191 -  Daniel Navarro (ESP) (Cofidis): Abandona